# Mokèlé-mbèmbé

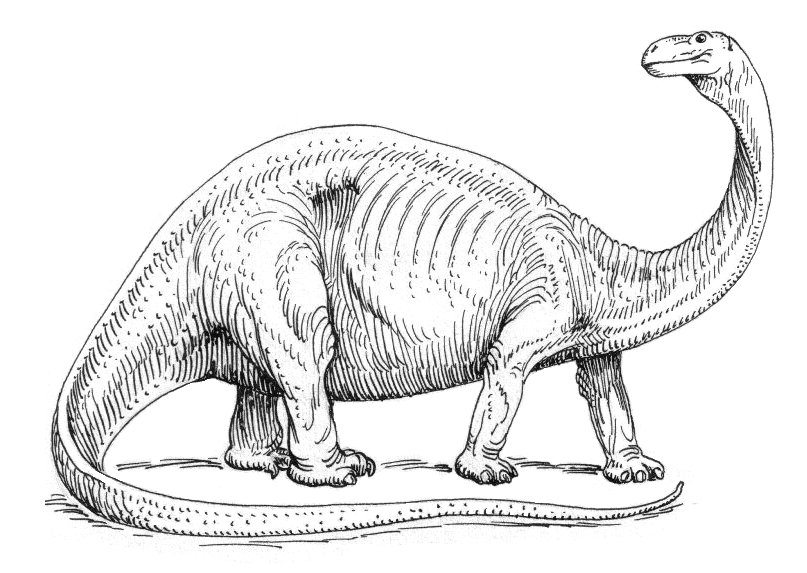
Mokèlé-mbèmbé

El Mokèle-mbèmbé también conocido como mbulu-embembe en Camerún, nyamala y amali en Gabón, es una bestia común de la mitología de varias culturas del África Central; principalmente pigmeos. Mayoritariamente se la ubica en los pantanos del río Likouala-aux-Herbes en la República del Congo. En la República Centroafricana recibe diversos nombres: los banziris le llaman songo, los bandas, badigui («diablo acuático»). En el distrito de Birao recibe el nombre de guanerú, en Baya se le llama diba.
La presunta existencia real de la criatura es objeto de debates entre criptozoólogos.

## Generalidades
Los relatos y la tradición oral de varias tribus africanas lo describen de manera variable o errática, a veces como un animal de color gris parduzco y de tamaño superior al de un elefante, de unos 4 a 6 metros de alto y 5 a 10 metros de largo. En otras ocasiones su tamaño no supera al de un hipopótamo. Otros lo describen como un saurópodo. Alegan que tiene el cuello largo y flexible y un solo diente, aunque muy grande; otros relatos aseguran que se trata de un cuerno. Unos pocos hablan de una cola musculosa como la de un caimán. Vive en los ríos y trepa a las orillas en pleno día para buscar alimento. Sus huellas se parecen a las del hipopótamo, aunque son mayores y palmeadas; según algunos exploradores, son circulares, del tamaño de una sartén, con tres dedos. Su dieta estaría compuesta mayormente por vegetales, aunque hay reportes de que cazarían humanos e hipopótamos. Es interesante notar que hay una pequeña población de estos últimos en los pantanos del río Likouala.

## Elementos míticos
Las historias sobre el Mokèlé-mbèmbé son aparentemente un antiguo componente de la tradición oral de varias tribus africanas, entre ellas la de los pigmeos. Los pescadores nativos muestran una especial aversión a ciertas zonas pantanosas en donde se cree que habita la criatura, en vista de su presunta habilidad para cazar humanos.

## Relatos y expediciones
Recientemente se dio a conocer un relato que describe una supuesta matanza en 1960 de un ejemplar de mokèlé-mbèmbé en las cercanías del Lago Télé. Según esta historia, un grupo de pigmeos de la zona pantanosa del Likouala construyó una pared para mantener a estas criaturas a raya. Una de ellas pudo atravesar la barrera, lo que originó la feroz respuesta de los nativos. William Gibbons (ver enlaces externos) señala:
"(El) Pastor Thomas [quien conocía a los nativos] también mencionó que dos pigmeos imitaron los gritos del animal mientras era atacado y lanceado... más tarde se celebró un festín por la victoria, durante el cual partes del animal fueron cocinadas y consumidas. Sin embargo, aquéllos que participaron de la fiesta eventualmente murieron ya fuera por envenenamiento alimenticio o por causas naturales. En todo caso, debe subrayarse que los pigmeos rara vez viven más de 35 años, y que las mujeres de la etnia dan a luz desde los doce años. Algunas personas también cree que la mitificación (poderes mágicos, etc.) relacionados con Mokele-mbembes (sic) empezó con este incidente." 
Otros relatos y expediciones de los cuales se incluye al Mokèlé-mbèmbé incluyen:

### 1776: Bonaventure
El registro más antiguo que se tiene de la criatura es del libro Historia de Loango, Kakonga y otros imperios en África, que data de 1776 y fue escrito por el misionero francés Abbé Lievain Bonaventure Poyart. Bonaventure aseguró observar, además de las características de los nativos, la flora y la fauna de la zona, enormes pisadas en la costa de algunos ríos de la región. Bonaventure escribió: "(El animal) debió ser monstruoso, las marcas estaban en el suelo y tenían unos tres pies de circunferencia." También conjeturó que no podía tratarse de las huellas de un elefante porque estos no poseen garras en sus patas.

### 1909: Gratz
El teniente Paul Gratz, de las fuerzas del África Este, viajó por la zona del río Congo en 1909. En sus memorias de viaje, aseguró escuchar leyendas de los nativos sobre una criatura desconocida llamada Nsanga, que supuestamente habitaba la región del Lago Bangweulu. La descripción de Gratz, basada en los nativos, se asemejaba mucho al de un saurópodo. Es el informe más antiguo de una criatura similar al Mokèlé-mbèmbé que se tiene del siglo XX. Además, a Gratz le fue mostrado un trozo de piel que supuestamente pertenecía a la criatura, durante su visita a la isla Mbawala.

### 1909: Hagenbeck
En 1909 hubo otro informe de una bestia desconocida en el centro de África, esta vez obtenida de la autobiografía del famoso cazador alemán Carl Hagenbeck. Hagenbeck, en su autobiografía titulada Bestias y Hombres, aclamó escuchar de varias fuentes independientes sobre un animal que habitaba la región del Congo, descrita como "parte elefante, parte dragón." El naturalista Joseph Menges y el explorador Hans Schomburgk, siendo este último el que notó una ausencia de hipopótamos en el Lago Bangweulu, fueron sus fuentes más notables. Los guías nativos de Schomburgk le indicaron la existencia de un enorme animal "comehipopótamos" que vivía en el lago; sin embargo, Schomburgk creyó que los testimonios eran, en algunas ocasiones, poco creíbles y que unos relatos se fomentaban con otros.

### 1913: von Stein
El capitán alemán Freiherr von Stein hizo una revisión en varias colonias alemanas en lo que hoy es Camerún en 1913. Él escuchó historias sobre un enorme reptil que habitaba las junglas, incluyendo una descripción en su reporte. Su reporte no fue publicado formal y completamente, siendo algunas porciones publicadas en trabajos posteriores, como el libro La zoología exótica de Willy Ley, escrito por el científico también alemán Willy Ley, en 1959. Acorde a su relato, von Stein dijo que en el río Ssombo le habían mostrado un sendero que supuestamente había sido hecho por el animal cuando caminaba en busca de su comida.

### 1919-1920: Expedición del Instituto Smithsoniano
Una enorme expedición conformada por 32 personas fue organizada y enviada a África, por Instituto Smithsoniano de Washington D. C., entre 1919 y 1920. Algunos fotógrafos fueron seleccionados para acompañar la expedición; con ellos se documentaría en imágenes la vida salvaje. De acuerdo a los zoólogos Loren Coleman y Patrick Huyghe, los guías africanos encontraron "inexplicables pisadas enormes en la arena de los ríos." A su vez, el equipo escuchó extraños rugidos en el pantano, que no encajaban con algún animal conocido. La expedición terminó en tragedia: 4 hombres murieron y otra media docena fue severamente herida cuando el tren en el que viajaban por una zona inundada descarriló y volcó.

### 1927: Smith
En 1927 se publica la memoria del comerciante de marfil Alfred Aloysius Smith, titulada Trader Horn. Smith trabajó en una compañía británica a finales del siglo XIX, en lo que hoy es Gabón. En el libro, Smith relata historias de las tribus nativas e incluso de exploradores sobre una criatura a la que se le daba dos nombres: "jago-nini" y "amali", que al parecer poseía un enorme tamaño y dejaba "grandes huellas con tres garras". También en su libro relata acerca de las poblaciones de manatíes aniquiladas supuestamente por lo que le informaron, se trataba del N’yamala. 

### 1932: El encuentro de Sanderson
El famoso zoólogo escocés especializado en criptozoología Ivan T. Sanderson aseguró que, en 1932, mientras navegaba por el río Mainyu en Camerún, divisó un gran animal saliendo de una cueva cercana al río. Emitiendo un sonido ensordecedor, la criatura salió de la cueva y se sumergió en el río. Según Sanderson, el animal era de piel oscura, con una cabeza de igual tamaño que la de un hipopótamo, pero con una forma completamente diferente. Sus guías nativos gritaban "m'koo m'bemboo", de acuerdo a la fonética de Sanderson.

### 1938: von Boxberger
En 1938, el explorador Leo von Boxberger montó una expedición para recolectar reportes del mokèlé-mbèmbé. Recolectó varios informes de los nativos; lamentablemente, sus notas y apuntes fueron abandonados tras una conflagración con miembros de tribus cercanas.

### 1939: von Nolde
Un año después, un periódico de la colonia alemana de Angola publicó una carta de Frau Ilse von Nolde, quien aseguró escuchar de un animal llamado "coye ya menia" (león de agua), por parte de varios nativos y colonos. Según lo relatado, la supuesta criatura tenía un largo cuello y era del tamaño de un hipopótamo, incluso más grande. Esta atacaba a los hipopótamos, pero nunca los devoraba.

### 1966: La fotografía de Ridel
Yvan Ridel, entre agosto y septiembre de 1966, fotografió, en un pantano al noreste de Loubomo, una huella enorme con tres dedos. Esta huella, según Ridel, era sin duda de un animal desconocido, puesto que los hipopótamos tienen cuatro dedos. Además, los dedos de la huella eran puntiagudas, diferentes a las de un elefante que son redondas.

### 1976: Primera expedición de Powell
En 1976, el herpetólogo James H. Powell viajó a la zona de Gabón, inspirado por el libro Trader Horn. Aunque el objetivo primario de Powell era estudiar a los cocodrilos, también planeó estudiar al mokèlé-mbèmbé. En su estadía, Powell escuchó a varios nativos testigos de un animal llamado "n'yamala", que Powell creyó era el mismo que el "amali" del libro de Smith. Los pobladores también aseguraron que la criatura se alimentaba de liana, tal y como lo había relatado el capitán von Stein medio siglo antes. Powell, además, mostró imágenes a los indígenas de animales vivos y extintos. Ellos sugirieron que el Diplodocus era el más cercano a la descripción del "n'yamala".

### 1979: Segunda expedición de Powell
James Powell volvió en 1979 a la zona, obteniendo reportes adicionales de varias otras tribus. Consiguió un contacto especial con el reverendo estadounidense Eugene Thomas, quien introdujo a Thomas varios testigos. En los reportes se indica que el "n'yamala" -quien Powell decidió que era idéntico al mokèlé-mbèmbé- era un herbívoro agresivo que no dudaba en atacar a las piraguas que se le acercaban.

### 1980: Expedición Mackal-Powell
Para su tercera expedición, en febrero de 1980, a Powell se le unió el biólogo Roy P. Mackal. Esta vez, basados en los reportes de varios testigos, Mackal y Powell viajaron a las zonas del pantano del río Likouala-aux-Herbes y, a su vez, el desolado Lago Télé. La expedición no pudo alcanzar dicho lago, puesto que este sitio, hasta 1980, estaba notablemente inexplorado. Tal y como lo había descrito Powell anteriormente, a los nativos se les mostraron una serie de imágenes de animales vivos y extintos, de los cuales la imagen del saurópodo era la más señalada. Antes y después de la expedición, Powell y Mackal fueron entrevistados en el programa de televisión Arthur C. Clarke's Mysterious World. 

### 1981: Expedición Mackal-Bryan
Sólo un año después, Roy Mackal montó otra expedición junto a Jack Bryan a la misma área. A la expedición, se les debía unir Herman Regusters, pero ambos entraron en dificultades de financiamiento, equipaje y organización, provocando que al final se hicieran expediciones separadas. Esta expedición fue la más significativa en el contexto de búsqueda de la criatura, pues, aunque no se alcanzó una vez más el Lago Télé, sí se recolectó evidencia de criaturas críptidas: el Emela-ntouka, el Mbielu-Mbielu-Mbielu, el Nguma-monene, etc. La expedición también tuvo otro punto importante: el único "encuentro cercano" en las expediciones de Mackal. Mientras viajaban por un río, escucharon un enorme chapoteo, que el explorador y criptozoólogo inglés J. Richard Greenwell (que los acompañó en aquel viaje) describió como "una enorme ola, proveniente de un banco de arena cercano." Greenwell aseguró que este movimiento en el agua fue causado por un "objeto animado", que no era ni un cocodrilo ni un hipopótamo.

### 1981: Expedición Regusters
Herman Regusters un ingeniero aeroespacial perteneciente a la NASA, trató de que el Departamento de Defensa de los Estados Unidos le financiase una expedición al Congo, con la idea de buscar al hipotético animal. La idea de Regusters era crear mapas de la región que justificasen el gasto del estado en dicha expedición, pero al no obtener una respuesta satisfactoria al respecto, decidió financiarse la expedición por sí mismo y partió hacia el Congo en compañía de su esposa, reuniéndose con un grupo de lugareños que se incorporaron a dicha expedición. El resultado fue desalentador ya que Regusters regresó sin haber conseguido prueba material alguna de la existencia de la bestia, treyendo solo un puñado de anécdotas respecto a posibles avistamientos que no se registraron ni en fotos ni en videos.

### 1983: Avistamiento de Agnagna
El supuesto avistamiento más "cercano" que se ha tenido del Mokèlé-mbèmbé ocurrió en la expedición liderada por el biólogo congoleño Marcellin Agnagna, hecha en 1983. Agnagna relató que vio a la supuesta criatura durante un lapso de 20 minutos, a una distancia cercana. Él intentó filmar el encuentro, pero en su emoción se olvidó de quitar la tapa que cubría el lente de la cámara. Contradictoriamente con sus primeras afirmaciones, en una entrevista hecha en 1984, Agnagna dijo que el filme fue arruinado porque la cámara tenía el modo equivocado.

### 1985: Nugent
En diciembre de 1985, el explorador estadounidense Rory Nugent avistó una anomalía moviéndose en medio del Lago Télé, aproximadamente a un kilómetro de su posición en tierra. Nugent describió una silueta esbelta, que dejaba pequeñas olas en su trayecto. Cuando lanzó un bote al agua para investigar, los nativos le ordenaron no acercarse. Nugent, en su libro, escribió que los nativos veían a la criatura como una especie de deidad, "a la que él no puede acercarse, pero si decide, este dios puede acercarse a él." Nugent aportó algunas fotografías, muy borrosas para ser identificables.

## Expediciones
La cuenca del río Congo presenta grandes extensiones de pantanos, riachos y mallines, que forman un sistema hidrográfico complejo en el que descuellan numerosos lagos. En general el lugar no ha sido explorado en profundidad por lo que el conocimiento científico del que disponemos es reducido; y ello permitiría todavía la posibilidad de encontrar algún posible animal desconocido por la ciencia, en estos lugares. Entre las expediciones realizadas, destacan:
Un megatransecto en las profundidades de la cuenca, liderado por el biólogo y explorador Michael Fay no reveló traza alguna de la criatura. Otro investigador, Roy Mackal, profesor de zoología de la Universidad de Chicago, llevó dos grupos al lugar en 1980 y 1981 para buscar evidencia adicional. En esta expedición no se obtuvieron pruebas concluyentes, aunque según ellos se pudo recolectar importante información, incluyendo la posible fuente alimenticia principal del animal. En 1985 y 1992 el explorador británico Bill Gibbons añadió nuevas descripciones al corpus de datos disponible.
Otras expediciones también sumaron evidencia anecdótica: en 1980 un viaje realizado por los zoólogos James Powell y Roy P. Mackal fotografió una pista abierta en la vegetación por un animal presumiblemente acuático, (la senda comenzaba y terminaba en el río) de unos dos metros de alto, que aparentemente arrastraba una pesada cola. También en el Congo, Rory Nugent fotografió en 1993 una extraña forma en el lago Télé que pertenecería a la mítica bestia.

## Explicaciones posibles

### Dinosaurio
Si bien los relatos de un animal viviendo en las aguas del lago Telé se remontan a varios siglos atrás, la idea de que ese animal pudiera ser un dinosaurio solo aparece a partir del siglo XX en paralelo con el mismo concepto del monstruo del lago Ness. La creencia popular y todavía algunos pocos criptozoólogos, relacionan al animal con el Monstruo del lago Ness, o algún tipo de dinosaurio, una reliquia viviente posiblemente del clado sauropoda que habría sobrevivido la extinción del Cretácico debido a condiciones sui generis de la cuenca del Congo. Esta idea es bienvenida por algunos creacionistas como sustento de su concepción, pero rechazada de plano por la mayoría de los científicos, e incluso por muchos criptozoólogos. Resulta que, para asegurar una especie saludable, sostenida a través de casi 65 millones de años, y de animales realmente grandes, tendríamos que considerar la existencia, como mínimo, de una población de cientos de individuos con abundante comida a su disposición. Y ningún cuerpo de agua dulce podría sostener ese tipo de población. Al menos no por los 65 millones de años en que, supuestamente, se ha mantenido la especie. Sin embargo pudiera tratarse de un relicto se refiere a los remanentes supervivientes de asociaciones biológicas o especies vivas, con una distribución muy reducida por causas naturales o debido a la acción humana, comparada con la que anteriormente tuvieron. Ejemplo de ello el pez Celacanto y el reptil Tuatara. Muchas especies actualmente en peligro de extinción han sido convertidas en relictas por el ser humano. Se debe considerar que los dinosaurios más pequeños tenían mayores posibilidades de poder adaptarse a los cambios drásticos en cuanto a los posibles cambios en la temperatura y la alimentación. Por el contrario el tamaño gigantesco de varias especies de dinosaurios implicaba una desventaja enorme frente a cambios en el clima y el acceso a las fuentes de alimentación disponibles. 

### Confusión con otros animales
Se ha sugerido que el mokèlé-mbèmbé podría haber sido un rinoceronte el cual al nadar en el lago con solo una parte de su cabeza en la superficie, se habría confundido por sus observadores con un animal exótico. Un hecho curioso al respecto es la descripción de algunos testigos que afirman que el animal posee un solo diente, lo cual podría reforzar la hipótesis de un rinoceronte cuya cornamenta sobresaliera de la superficie del agua.  Otra posible explicación es que el fenómeno se reduce al confuso avistamiento de un grupo de cocodrilos machos persiguiendo a una hembra durante la estación de apareamiento. Otros especulan que se trataría de hipopótamos y otros animales.

### Confusión con fenómenos naturales más ordinarios
Hoy se especula con que determinadas ondas estacionarias que tienen lugar en cuerpos de agua cerrados (o parcialmente cerrados), conocidas como seiche, y que se presentan como oscilaciones -a veces violentas- de la superficie del agua en calma, pueden dar lugar a falsos avistamientos. Se ha observado que los seiche son particularmente violentos en lagos aledaños a zonas de desplazamiento tectónico como el Rift africano y que, en ocasiones, son capaces de traer, desde el fondo a la superficie elementos hundidos tales como troncos de árboles. También pueden darse confusiones al avistar materia vegetal o cadáveres de animales a la deriva, peces moviéndose en cardúmenes compactos, especímenes particularmente voluminosos de reptiles (boas y cocodrilos) o mamíferos (hipopótamos y elefantes). Estas confusiones son muy frecuentes en los crepúsculos, por las particularidades de iluminación (Sol bajo con respecto al observador, luz escasa, sombras alargadas), fenómeno que se potencia si tenemos en cuenta el ángulo de visión de los testigos, casi tangencial a la superficie, en algunos casos.

### Solo un mito
Sin embargo podría también ser el caso de que el mokèlé-mbèmbé es simplemente un mito persistente. En tal sentido, Hans Schomburgk, cazador de comienzos del siglo XX que fue contratado por Carl Hagenbeck a fin de que capturara algunos ejemplares para su parque zoológico de Hamburgo, juzgó que: "Los nativos que desean complacer al visitante blanco y al mismo tiempo esperan alguna recompensa valiosa están demasiado dispuestos a garantizar que conocen un animal de piel azul, seis patas, un solo ojo y cuatro colmillos. El tamaño de la bestia dependerá de quien lo pregunte. El nativo dirá lo que cree que el hombre blanco desea escuchar". (Sjögren, 1980)

## En la cultura popular
En 1985 Hollywood produjo una película basada en los rumores sobre la presunta bestia. La película se tituló Baby: Secret of the Lost Legend. Narraba la historia de un grupo de científicos estadounidenses que descubrían una familia de saurópodos en el África Central. Existe además una novela de ficción sobre la criatura, titulada Cryptid Hunters escrita por Roland Smith.
En 2012 se filmó la película The Dinosaur Project, traducido en español como Pesadilla jurásica 
actuando en ella Natasha Loring, Matt Kane, Richard Dillane, Peter Brooke, Stephen Jennings
siendo calificada en el género de Ciencia ficción y Aventuras y producida por la Warner Bros Company. En ella se relata que en el 2011, la Sociedad Criptológica de Inglaterra envió una expedición al Congo en busca del Mokèle-mbèmbé. Nunca más se supo de los investigadores, aunque sí se hallaron las cintas de vídeo que dejaron grabadas. Se trata de un material de incalculable valor; la prueba definitiva de la existencia de especies que hacia 65 millones de años que se creían extinguidas.
En 2014, en la serie de animación Japonesa Mikakunin de Shinkoukei, aparece cómo un premio que supuestamente Mashiro desea ganar a toda costa en unos envases de caramelos premiados.
En 2018, apareció en el volumen 7 de la novela ligera Goblin Slayer, así como en su manga homónimo en el capítulo 83, siendo quien cuida las aguas en el bosque de los elfos.
En 2020 se mencionó la historia del Mokele Mbembe en el episodio 42 del podcast Nollarrollis Stollrollis del grupo de rap mexicano "La Banda Bastón".
Este críptido forma parte del MonsterVerse de  Legendary Pictures, apareciendo brevemente en la película Godzilla: King of the Monsters y en la novelización oficial. Sin embargo, su apariencia sufre ligeros cambios a lo descrito en los mitos.